# Aureliano Torres
Aureliano Torres Román, paragvajski nogometaš, * 16. junij 1982, Luque, Paragvaj.
Sodeloval je na nogometnemu delu poletnih olimpijskih iger leta 2004.